# Oxyopsis festae
Oxyopsis festae es una especie de mantis de la familia Mantidae.

## Distribución geográfica
Se encuentra en Brasil, Ecuador, Perú y Surinam.